# Harmonia sedecimnotata
Harmonia sedecimnotata (лат.) — вид жуков из рода хармонии семейства божьих коровок. Встречается в южном Китае, восточной Индии, Непале и Юго-Восточной Азии. Хищник.